# Gizō Takayama
Pour les articles homonymes, voir Takayama (homonymie).
Gizō Takayama (高山 義三, Takayama Gizō), né le 15 juin 1892 à Kyoto et mort le 6 décembre 1974, est un fonctionnaire et homme politique japonais, maire de Kyoto de 1971 à 1981.

## Biographie
Gizō Takayama naît Gizō Nakamura le 15 juin de la 25e année de l'ère Meiji (1892) à Kyoto,,,. Il est le troisième fils de l'ancien membre de la Chambre des représentants et le premier président du Conseil municipal de Kyoto (ja) Nakamura Eisuke (ja) (中村 栄助),. Il effectue ses études secondaires au Deuxième collège préfectoral de Kyoto (京都府第二中学校), où il est notamment partenaire de batterie dans le club de baseball avec Sakutarō Konishi (ja). Il termine ses études secondaires au Cinquième lycée (ja), puis s'inscrit en 1915 à la faculté de Droit de l'université impériale de Kyoto et en sort diplômé en 1918,,. Durant ses études, il était aussi un fervent adhérent au mouvement ouvrier. En 1917, il est élu chef de la faction de Kyoto du Yūaikai (en), l'un des premiers syndicats au Japon,. En 1918, il fonde le « Rōgakkai » (労学会) avec Hajime Kawakami entre autres, et rejoint le Mouvement socialiste chrétien. Le 30 novembre 1920, Takayama est impliqué dans l'affaire des drapeaux rouges de Kyoto (ja). Après avoir terminé son service militaire, il retourne à Kyoto et est accueilli par une cinquantaine de confrères socialistes qui le connaissaient depuis l'époque où il était président du Yūakai. Les participants de la cérémonie brandissaient plusieurs drapeaux rouges affichant des slogans partisans et la police est arrivée, menant à une confrontation qui a entraîné l'arrestation de nombreux Socialistes. Il s'inspire du pacifiste Toyohiko Kagawa et s'implique dans le Mouvement japonais pour le suffrage universel (ja).
Il travaille pendant un certain temps comme professeur adjoint à l'université impériale de Kyoto et comme chargé de cours à l'université Dōshisha,, mais finit par ouvrir son cabinet d'avocats à Kobe en 1921,. En 1924, il déménage à Osaka,, et commence à travailler principalement dans le droit du travail. Takayama a notamment défendu des clients accusés de crimes idéologiques, comme ceux de l'affaire Ōmoto (ja), impliquant le nouveau mouvement religieux du même nom,. Le 28 juillet, il devient l'avocat de Jōtarō Hirokawa (広川 条太郎), principal suspect dans l'affaire Kofue (ja), où quatre femmes sont retrouvées mortes dans leur résidence de Kitashirakawa (ja), dans le nord-est de Kyoto. Le 12 décembre 1927, il obtient l'acquittement de Hirokawa,.
Après la Seconde Guerre mondiale, Takayama rejoint le Parti libéral du Japon (en) et en devient son secrétaire pour la division de Kyoto,. En 1946, il quitte le Parti libéral pour fonder le Parti démocratique de Kyoto (京都民主党), dont il devient le président,. En février 1950, après la démission du précédent maire Masao Kanbe, avec le soutien du front démocratique de Kyoto, qui comprenait notamment le Parti socialiste, qu'il représente, et le Parti communiste, Gizō Takayama est élu maire de Kyoto,. Il prend fonction le 10 février. Takayama quitte rapidement le Parti socialiste et devient un conservateur indépendant. En 1951, il est impliqué dans l'incident All Romance (ja), quand plusieurs membres du conseil municipal, dont Takayama, s'était peu à peu rapprochés des idéologies conservatrices, effritant la coalition démocratique. Un des points culminants de l'affaire a été la publication du livre « Tokushu Buraku » (特殊部落) par l'employé municipal Seiichi Sugiyama (杉山 清一). Le roman était critiqué par les Burakumin et les Coréens pour son portrait de leurs conditions de vie. L'incident a forcé la ville à augmenter son budget accordé aux « dōwa » (同和地区), quartiers soumis aux restrictions gouvernementales, après des revendications de la Comité national de libération Buraku. Le 28 avril 1952, avec l'entrée en vigueur du traité de San Francisco, Takayama organise des célébrations à Kyoto, qui incluent le sonnement des cloches de trente temples à travers la ville, incluant le Chion-in. Il est réélu le 5 février 1954 en tant que conservateur indépendant avec une large majorité sur le candidat socialiste Kinkazu Saionji (ja). Durant son deuxième mandat, il entre en conflit avec Torazō Ninagawa (ja), le gouverneur nouvellement élu également soutenu par le front démocratique. Takayama est réélu à deux autres reprises, en 1958 et en 1962, pour un mandat total de seize ans,,. 
Il a notamment lancé une journal citoyen, « Kyoto News » (京都ニュース), qui circule de 1956 à 1994, et créé un festival de cinéma municipal. En avril 1956, il fonde l'Orchestre symphonique de Kyoto. En octobre de la même année, il introduit une taxe touristique sur les entrées dans les temples de la ville pour financer la préservation des monuments historiques, en collaboration avec le grand-prêtre du temple Daigo-ji. La taxe temporaire est un prédécesseur de la controversée taxe de l'Ancienne capitale (ja). Toujours en 1956, il rédige la constitution municipale de Kyoto. En 1958, il signe un pacte d'amitié entre Kyoto et Paris. Takayama a par la suite promu la coopération avec d'autres villes dans le monde comme Boston, Prague et Florence. Il est responsable de la construction des ponts de Kitayama et d'Oike, ainsi que de la réfection des ponts Shijō (ja) et Gojō (ja). En tant que maire, il a aussi promu le tourisme international à Kyoto et a présenté la procession des yamaboko du festival Gion matsuri comme un attrait touristique,,. Il est le président de l'Association japonaise des maires (ja) du 16 juin 1961 au 26 juin 1964,,. Il était également président du conseil de l'Union japonaise des libertés publiques (ja). Il prend sa retraite à l'échéance de son quatrième mandat le 4 février 1966,.
Après sa retraite politique, Takayama devient la même année le premier président du Kyoto International Conference Center, dans le secteur Matsugasaki (ja) de l'arrondissement de Kyoto, dans le nord de la ville,,. La querelle entre Takayama et Ninagawa continue même après, le gouverneur qualifiant Matsugasaki, où se trouve le centre, d'un lieu dangereux, en référence à sa position dans le kimon (ja) (鬼門), ou « porte du démon », qui fait référence à la superstition ancienne que le nord-est porte malchance.

## Vie personnelle et décès
Gizō Takayama était chrétien protestant,. Takayama était aussi un amateur de shōgi. Il résidait à Kamiuma-machi (上馬町), dans l'arrondissement de Higashiyama, à Kyoto. Dans ses dernières années, en 1971, il publie son autobiographie,. Il meurt le 6 décembre 1974 à l'âge de 82 ans,,.
Il épouse Shizuko Takayama (高山 静子) et prend son nom de famille. Ils ont un fils, Hiroshi (寛), qui deviendra président de l'Assemblée préfectorale de Kyoto (ja).

## Résultats électoraux
| Inscrits                 | Inscrits                        | Inscrits                 | 828 522   |             |  |  |
| Abstentions              | Abstentions                     | Abstentions              | 425 797   | 51,39 %     |  |  |
| Votants                  | Votants                         | Votants                  | 402 725   | 48,61 %     |  |  |
|                          |                                 |                          |           |             |  |  |
| Bulletins enregistrés    | Bulletins enregistrés           | Bulletins enregistrés    | 402 725   |             |  |  |
| Bulletins blancs ou nuls | Bulletins blancs ou nuls        | Bulletins blancs ou nuls | 2 467     | 0,61 %      |  |  |
| Suffrages exprimés       | Suffrages exprimés              | Suffrages exprimés       | 400 258   | 99,39 %     |  |  |
|                          |                                 |                          |           |             |  |  |
|                          | Candidat                        | Parti                    | Suffrages | Pourcentage |  |  |
|                          | Gizō Takayama (sortant) (réélu) | Indépendant              | 241 833   | 60,42 %     |  |  |
|                          | Susumu Kagata (ja)              | Parti socialiste         | 155 919   | 38,95 %     |  |  |
|                          | Toshiyo Oda (ja)                | Indépendant              | 2 506     | 0,63 %      |  |  |

| Inscrits                 | Inscrits                        | Inscrits                 | 756 797   |             |  |  |
| Abstentions              | Abstentions                     | Abstentions              | 381 966   | 50,47 %     |  |  |
| Votants                  | Votants                         | Votants                  | 374 831   | 49,53 %     |  |  |
|                          |                                 |                          |           |             |  |  |
| Bulletins enregistrés    | Bulletins enregistrés           | Bulletins enregistrés    | 374 831   |             |  |  |
| Bulletins blancs ou nuls | Bulletins blancs ou nuls        | Bulletins blancs ou nuls | 1 856     | 0,5 %       |  |  |
| Suffrages exprimés       | Suffrages exprimés              | Suffrages exprimés       | 372 975   | 99,5 %      |  |  |
|                          |                                 |                          |           |             |  |  |
|                          | Candidat                        | Parti                    | Suffrages | Pourcentage |  |  |
|                          | Gizō Takayama (sortant) (réélu) | Indépendant              | 239 640   | 64,25 %     |  |  |
|                          | Banmon Tabata                   | Parti socialiste         | 132 517   | 35,53 %     |  |  |
|                          | Shigemi Ueda                    | Hankyō Yūgekitai         | 818       | 0,22 %      |  |  |

| Inscrits                 | Inscrits                        | Inscrits                 | 710 866   |             |  |  |
| Abstentions              | Abstentions                     | Abstentions              | 329 588   | 46,36 %     |  |  |
| Votants                  | Votants                         | Votants                  | 381 278   | 53,64 %     |  |  |
|                          |                                 |                          |           |             |  |  |
| Bulletins enregistrés    | Bulletins enregistrés           | Bulletins enregistrés    | 381 278   |             |  |  |
| Bulletins blancs ou nuls | Bulletins blancs ou nuls        | Bulletins blancs ou nuls | 2 013     | 0,53 %      |  |  |
| Suffrages exprimés       | Suffrages exprimés              | Suffrages exprimés       | 379 265   | 99,47 %     |  |  |
|                          |                                 |                          |           |             |  |  |
|                          | Candidat                        | Parti                    | Suffrages | Pourcentage |  |  |
|                          | Gizō Takayama (sortant) (réélu) | Indépendant              | 190 699   | 50,28 %     |  |  |
|                          | Kinkazu Saionji (ja)            | Indépendant              | 126 932   | 33,47 %     |  |  |
|                          | Banmon Tabata                   | Indépendant              | 61 634    | 16,25 %     |  |  |

| Inscrits                 | Inscrits                 | Inscrits                 | 618 201   |             |  |  |
| Abstentions              | Abstentions              | Abstentions              | 256 128   | 41,43 %     |  |  |
| Votants                  | Votants                  | Votants                  | 362 073   | 58,57 %     |  |  |
|                          |                          |                          |           |             |  |  |
| Bulletins enregistrés    | Bulletins enregistrés    | Bulletins enregistrés    | 362 073   |             |  |  |
| Bulletins blancs ou nuls | Bulletins blancs ou nuls | Bulletins blancs ou nuls | 2 479     | 0,68 %      |  |  |
| Suffrages exprimés       | Suffrages exprimés       | Suffrages exprimés       | 359 594   | 99,32 %     |  |  |
|                          |                          |                          |           |             |  |  |
|                          | Candidat                 | Parti                    | Suffrages | Pourcentage |  |  |
|                          | Gizō Takayama (élu)      | Parti socialiste         | 153 001   | 42,55 %     |  |  |
|                          | Banmon Tabata            | Indépendant              | 118 711   | 33,01 %     |  |  |
|                          | Haruki Watsuji           | Indépendant              | 87 882    | 24,44 %     |  |  |